# فروسنیوم هگزافلوروفسفات
فروسنیوم هگزافلوروفسفات (انگلیسی: Ferrocenium hexafluorophosphate) یک ترکیب آلی فلزی با فرمول شیمیایی [Fe(C5H5)2]PF6 است. این نمک از کاتیون [Fe(C5H5)2]+ و آنیون هگزافلوئوروفسفات (PF−
6) تشکیل شده است.